# Jing-čchang
Jing-čchang bylo významné město říše Jüan. Leželo u jezera Dalaj núr v dnešním vnitřním Mongolsku.
Město bylo vybudováno mongolskými Chongiraty roku 1271. Bylo sídlem mongolského knížete z Lu. Postaveno bylo v klasickém čínském stylu, s přímými ulicemi vycházejícími ze sídla vladaře situovaného uprostřed severní části městského areálu.
Poté, co byl Togon Temür, poslední císař říše Jüan, vyhnán z obou metropolí – Ta-tu (dnešní Peking) i Šang-tu, stáhl se roku 1369 na sever do Jing-čchangu. Zde také roku 1370 zemřel. Vzápětí bylo město dobyto armádou čínské říše Ming. Nový mongolský chán a jüanský císař Ajuširidara ustoupil do staré mongolské metropole Karakorum. Jing-čchang připadl Číně, kromě let 1374–1380, kdy byl dočasně obsazen Mongoly.